# Telema
Telema is een geslacht van spinnen uit de familie Telemidae.

## Soorten
- Telema acicularis Wang & Li, 2010
- Telema adunca Wang & Li, 2010
- Telema anguina Wang & Li, 2010
- Telema auricoma Lin & Li, 2010
- Telema bella Tong & Li, 2008
- Telema bifida Lin & Li, 2010
- Telema biyunensis Wang & Li, 2010
- Telema breviseta Tong & Li, 2008
- Telema circularis Tong & Li, 2008
- Telema claviformis Tong & Li, 2008
- Telema conglobare Lin & Li, 2010
- Telema cordata Wang & Li, 2010
- Telema cucphongensis Lin, Pham & Li, 2009
- Telema cucurbitina Wang & Li, 2010
- Telema dengi Tong & Li, 2008
- Telema dongbei Wang & Ran, 1998
- Telema exiloculata Lin, Pham & Li, 2009
- Telema fabata Wang & Li, 2010
- Telema feilong Chen & Zhu, 2009
- Telema grandidens Tong & Li, 2008
- Telema guihua Lin & Li, 2010
- Telema liangxi Zhu & Chen, 2002
- Telema malaysiaensis Wang & Li, 2010
- Telema mayana Gertsch, 1973
- Telema mikrosphaira Wang & Li, 2010
- Telema nipponica (Yaginuma, 1972)
- Telema oculata Tong & Li, 2008
- Telema pedati Lin & Li, 2010
- Telema renalis Wang & Li, 2010
- Telema spina Tong & Li, 2008
- Telema spinafemora Lin & Li, 2010
- Telema spirae Lin & Li, 2010
- Telema strentarsi Lin & Li, 2010
- Telema tenella Simon, 1882
- Telema tortutheca Lin & Li, 2010
- Telema vesiculata Lin & Li, 2010
- Telema wunderlichi Song & Zhu, 1994
- Telema yashanensis Wang & Li, 2010
- Telema zhewang Chen & Zhu, 2009
- Telema zonaria Wang & Li, 2010